# Distrito de Santa Catalina de Mossa
El distrito de Santa Catalina de Mossa es uno de los diez distritos que conforman la provincia de Morropón, ubicada en el departamento de Piura, bajo la administración del Gobierno regional de Piura, en el norte del Perú.
Desde el punto de vista de la jerarquía de la Iglesia católica, forma parte de la Diócesis de Chulucanas.

## Historia
El distrito fue creado mediante Ley 13007 del 22 de mayo de 1958, en el segundo gobierno del presidente Manuel Prado Ugarteche.

## Geografía
Santa Catalina de Mossa se ubica en el alto Piura. Su capital es la localidad de Paltashaco. Sus caseríos son:
- Algodonal
- Linderos de Maray
- Maray
- Pueblo Nuevo de Maray
- Higuerones
- Casa Blanca
- Culebreros
- Pambarumbe
- Tailin
- La Baquería
- Mossa
- Carrasquillo
- San Isidro
- Cruz Azul
- Santa Rosa de Chirimoyos
- Lagunas
- Las Mishcas
- La Loma

Dentro de sus localidades también se encuentran La Laja, Las Vegas, Overazal y Vaquería.
Su principal economía es sustentada por la agricultura y la ganadería, sus atractivos turísticos son sus pueblos y las cataratas del Sitan, ubicadas en el caserío de Higuerones, siendo Linderos de Maray el caserío más poblado del distrito.

## Autoridades

### Municipales
- 2015-2018[2]
  - Alcalde: Erick Marlon Berrú Domínguez, del Movimiento Unión Democrática del Norte (UDN).
  - Regidores: Dulumilia Rojas Córdova de López (UDN), Walter Córdova Córdova (UDN), Wilfredo Moreto Córdova (UDN), Brenda del Pilar Castillo Córdova (UDN), Mariana Pintado de Barboza (Región para Todos).
- 2011-2014[3]
  - Alcalde: Esguard José Rodríguez Ramírez, del Movimiento Unidos Construyendo (UC).
  - Regidores: Mariana Pintado de Barboza (UC), Jenrry Johnny Morales Chumacero (UC), Clayder Pintado Peña (UC), Elias Peña Jiménez (UC), Gualberto Castillo Córdova (Partido Aprista Peruano).
- 2007-2010
  - Alcalde: Pedro López Cruz.

### Policiales
- Comisario: SUPERIOR PNP .

### Religiosas
- Diócesis de Chulucanas[4]
  - Obispo: Mons. Daniel Thomas Turley Murphy (OSA).[5]
- Parroquia
  - Párroco: Pbro.

## Festividades

### La Santísima Cruz de Culebreros
Esta es una fiesta que se celebra todos los años el 14 de septiembre en el pueblo de Culebreros. Todos los años los que viven en este pueblo celebra partir del 12 de septiembre y acaba un 16 de septiembre, llegan personas de otros lugares para encuentros de fútbol y vóley.

### La Santísima Cruz de Algodonal
al igual que en el pueblo de culebreros, también se celebra "la santísima cruz de Algodonal" en el pueblo de algodonal, todos los 14 de septiembre, el cual incluye actividades, desde encuentros deportivos donde se invita a los pueblos aledaños, tenemos los peleas de gallos con galpones invitados y los juegos de las Tejas, teniendo como relevancia el ingreso de gobernadores el cual se realiza en el día central de la festividad.